# Koo Bon-moo
Koo Bon-moo (en coreano: 구본무; Jinju, 10 de febrero de 1945-Seúl, 20 de mayo de 2018) fue un ejecutivo de negocios de Corea del Sur, que ganó fama mundial como el renombrador y ejecutivo de negocios del Grupo LG.

## Biografía
Koo se matriculó en la Universidad de Yonsei. Se trasladó a Ohio y completó sus estudios de licenciatura y de maestría en Ashland University y en la Universidad Estatal de Cleveland, respectivamente. Tras su graduación, Koo regresó a Corea del Sur en 1975 y comenzó a trabajar para Lucky Chemical, que más tarde se convirtió en LG Chem. Fue trasladado a GoldStar en 1980, y de 1983 a 1984, dirigió la sucursal de la oficina en Tokio. En 1995, Koo sucedió a su padre Koo Cha-kyung como presidente de la multinacional LG Group. Koo Bon-moo adoptó a su sobrino Koo Kwang-mo en el 2004. Era una de las personas más ricas de Corea del Sur.
A partir de 2017, Kim Bon-moo requirió tratamiento continuo debido a un tumor cerebral. Tras someterse a varias cirugías, se negó a seguir recibiendo tratamiento de prolongación de la vida. Murió en Seúl el 20 de mayo de 2018 con 71 años.